# Giro di Campania 1927
Il Giro di Campania 1927, sesta edizione della corsa, si svolse nel 1927. La vittoria fu appannaggio dell'italiano Alberto Temponi, che precedette i connazionali Colombo Neri e Settimo Innocenti.

## Ordine d'arrivo (Top 3)
| Pos. | Corridore         | Squadra | Tempo |
| ---- | ----------------- | ------- | ----- |
| 1    | Alberto Temponi   | -       | ?     |
| 2    | Colombo Neri      | -       | ?     |
| 3    | Settimo Innocenti | -       | ?     |